# 格罗德诺
格罗德诺（羅馬化：Hrodna，發音：[ˈɣrɔdna]，羅馬化：Grodno）是白俄罗斯格罗德诺州首府，位于尼曼河畔，邻近波兰和立陶宛，是国际交通和白俄罗斯国内交通的枢纽之一。格罗德诺城市人口約36萬，是白俄罗斯历史最悠久的城市之一，至今城内仍保留了许多古代城堡与宗教建筑。

## 历史

### 起源
格罗德诺城的历史可以追溯到公元10世纪，留里克王朝的王公在他们和约特维恩格人（波羅的人的一支）部落联盟的边界上建立了小的要塞和有警备力量的贸易中转站，这被认为是格罗德诺城的起源。“格罗德诺”这个名字即源于古东斯拉夫语中的动词“gorodit”意为“围绕，防备”。格罗德诺第一次在文献中被提到是在《基辅编年史》和《拉齐维乌编年史》中。在其中关于1127-1128年的记载里，格罗德诺被称为“Goroden”，被描绘为是格罗德诺王公的驻地，是很多贸易路线的交汇处。
和新格鲁多克一样，格罗德诺被视作黑俄罗斯西部（即今白俄罗斯领土中临近涅曼河的部分）的主要城市，常受到各种军事势力的威胁。1241年在第五代格罗德诺王公尤里·格列鲍维奇统治期间，鞑靼人曾入侵和毁坏了格罗德诺。不久之后，在1250年代明道加斯统一立陶宛地区的过程中，格罗德诺被占领。1270年之后格罗德诺正式成为立陶宛大公国的领土。1284年在立陶宛大公国和条顿骑士团的战争中，格罗德诺遭到毁灭性破坏。普鲁士起义后，很多老普鲁士人迁移到格罗德诺。

### 逐渐发展

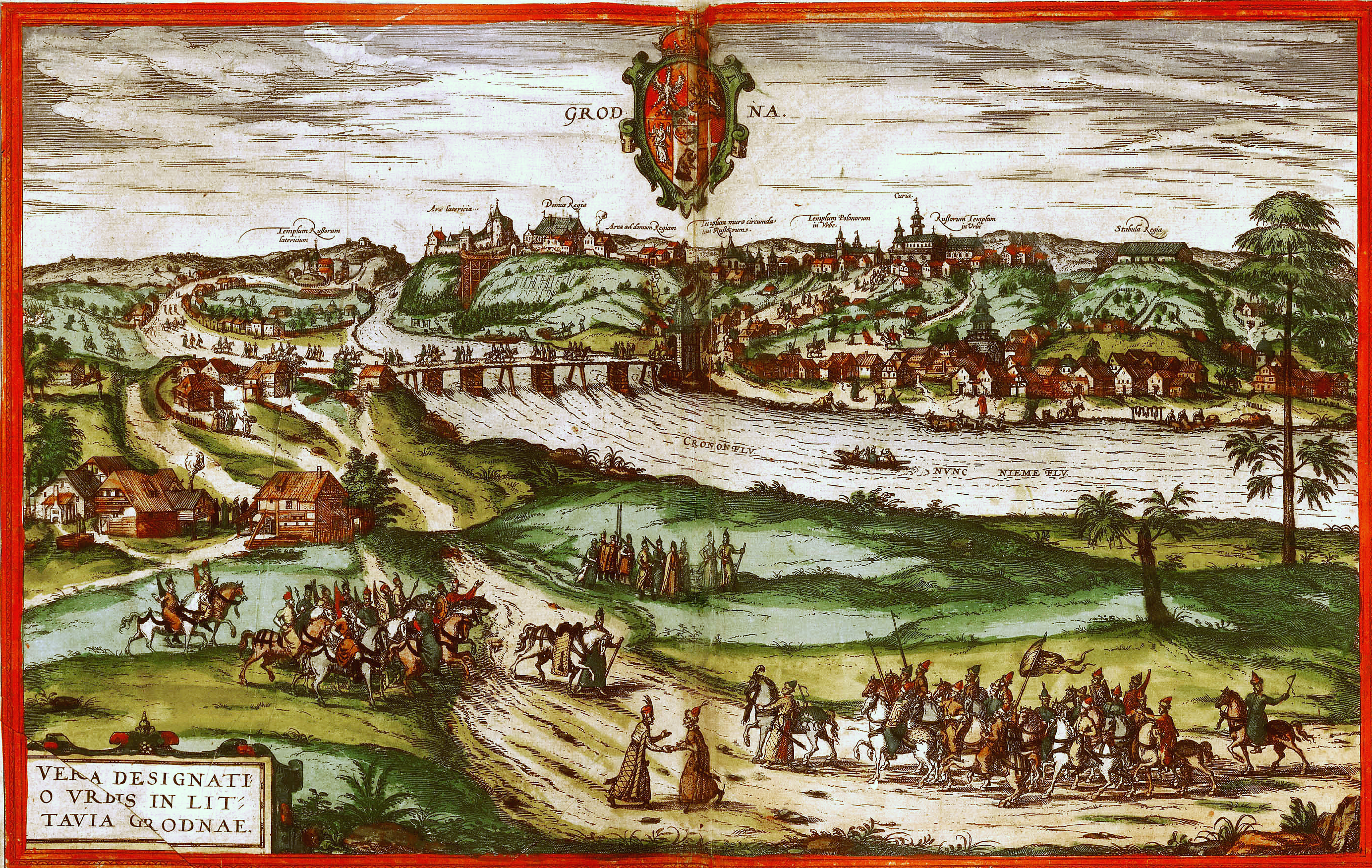
16世纪格罗德诺远景

1376到1382年维陶塔斯是格罗德诺大公，从这里走向夺取最高权力之路。并在此准备了1410年的格伦瓦德之战。1389年，为了重新恢复商业与贸易，维陶塔斯大公允许在格罗德诺建立市政府和犹太人社区。这是立陶宛大公国里面第一个犹太人社区。1496年城市收到了基于马格德堡法律的允许自治的特许状，这使得以犹太社区为代表的商业尽快发展起来。1569年波蘭立陶宛聯邦成立后，格罗德诺划归波兰王国，成为联邦的议会召开地，同时其新老城堡也作为大公的夏宫。
1772年第一次瓜分波兰之后，格罗德诺曾短期成为苏瓦乌基省的首都。18世纪末期在安东尼·泰泽恩豪兹(Antoni Tyzenhauz)的作用下，格罗德诺的工业开始发展。1793年联邦历史上最后一届议会在格罗德诺召开，即格罗德诺议会。在俄罗斯的收买和恐吓下，议员们通过了第二次瓜分波兰的法案。两年后的第三次瓜分波兰中，俄罗斯获得了格罗德诺。同年11月25日，在新城堡，末代波兰国王和立陶宛大公退位。格罗德诺并入俄国后，成为格羅德諾省的首府。

### 近代历史

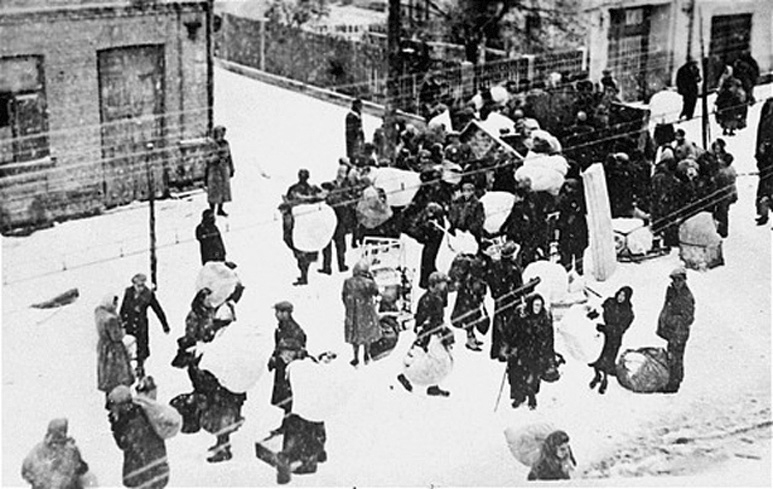
格罗德诺的犹太人被勒令搬入隔离区

第一次世界大战爆发后，格罗德诺在1915年被德国占领，1918年根据布列斯特和约，苏俄正式放弃格罗德诺。1918年3月25日白俄羅斯人民共和國在明斯克宣布独立建国。但随着德国战败后从白俄罗斯领土撤出和苏俄军队进驻，白俄羅斯人民共和國的理事会不得不从明斯克迁到当时还由德国军队控制的格罗德诺。第二年二月波苏战争爆发，德国东线指挥官担心格罗德诺落入苏军之手，在1919年4月27日将城防移交给波兰军队，次日波兰军队接管了格罗德诺。
1920年7月19日苏联红军占领格罗德诺。7月立陶宛政府曾经得到苏俄许诺，将把城市交给立陶宛，但随着苏俄在华沙战役中的失败使得这一计划成为空谈。9月15日起波兰军队推进到涅曼河畔，图哈切夫斯基依靠涅曼河在格罗德诺组织防线，爆发了涅曼河之战。9月23日波兰军队夺回格罗德诺。《里加和约》签订后，格罗德诺留在波兰。一战结束后，格罗德诺受到破坏，繁华不再，省会也搬到了比亚韦斯托克，仅成为一个县的政府所在。然而，在20年代末城市成为一个最大的波兰军队兵营。这使当地的经济逐渐回到正轨。
1939年二战爆发，格罗德诺的兵营提供了大量兵源来抵御德军。9月17日开始，苏联军队开始入侵波兰。9月20日到9月22日发生了格罗德诺战斗，格罗德诺被苏军占领。根据苏德互不侵犯条约，格罗德诺归白俄罗斯苏维埃社会主义共和国所有。1941年6月德军入侵苏联，占领格罗德诺。1942年格罗德诺被改名为“加登”（Garten），城市中的犹太居民先是被送到两个大的隔离区居住（Grodno Ghetto），然后被德军大量送往集中营。到了1944年7月16日苏联军队解放格罗德诺时，整城仅余200多犹太人。1945年之后格罗德诺重新属于白俄罗斯。

## 现状

### 经济与交通
格罗德诺的化学工业在经济中占据主要地位，在肥料、化学纤维和染料方面都有大的化学工业公司。到2011年初为止，格罗德诺有大约700家企业有外贸业务，其中48家主要出口工业产品。格罗德诺的产品出口到60个国家。主要的贸易对象是俄罗斯，其主要的出口产品为化学品、机床和金属加工用具、食品等。2002年白俄罗斯决定建立格罗德诺自由经济区，加强同欧盟的联系，吸取外资发展格罗德诺州经济。
格罗德诺是白俄罗斯的公路和铁路交通枢纽之一，它的特殊地理位置使得它在白俄罗斯和波兰、立陶宛的跨国交通上也占据重要地位。格罗德诺火车站每天有30列火车开出，包括7列国际列车，4列国内列车和19列州内列车。格罗德诺和其他重要城市如明斯克、莫斯科、圣彼得堡、维尔纽斯和华沙都有铁路连接。T格罗德诺机场距城市18公里，但航空交通并不发达。格罗德诺的公共交通较为发达，可以通过公共汽车和无轨电车与明斯克、布列斯特、維捷布斯克和其他格罗德诺州的城市连接，每天客流量达将近4000人。

### 古建筑

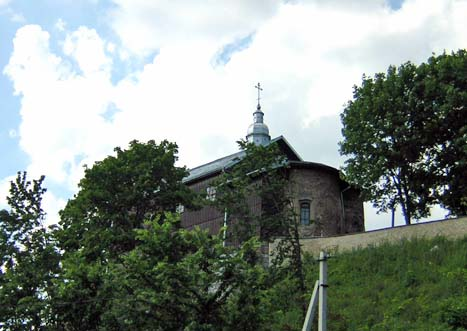
圣鲍里斯和格里伯教堂，建于12世纪

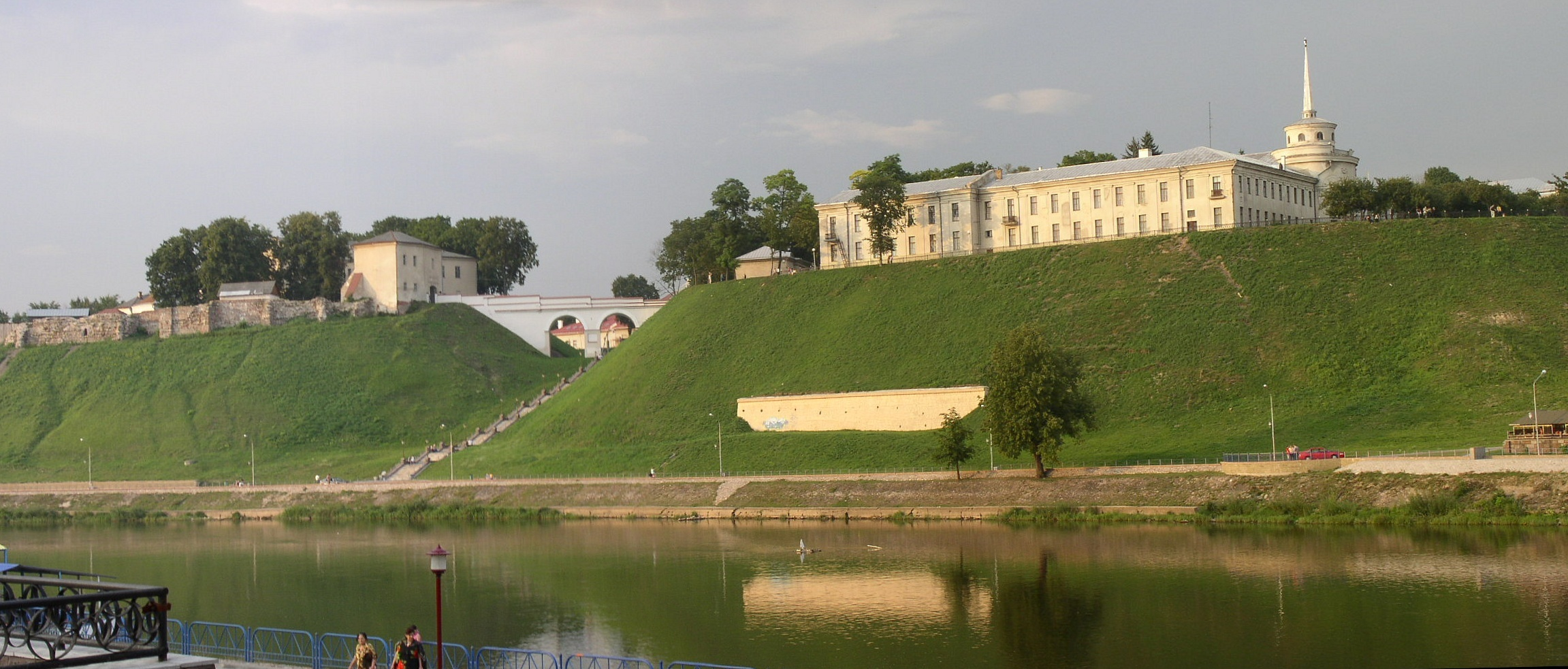
图中左为旧格罗德诺城堡，右为新格罗德诺城堡，中间为相连的拱桥

格罗德诺城以其保留了各种建筑与装饰风格的古建筑而闻名。格罗德诺现存的最古老建筑是圣鲍里斯和格里伯教堂。这是古代黑俄罗斯建筑风格的唯一遗留。1183年之前建成。1853年教堂的南墙坍塌。1991年之后政府在组织重修的过程中发现了对1853年之前的教堂，特别是坍塌的南墙的详细描述，目前历史学家正试图按照1853年前的教堂原貌复原堂。已被列入白俄罗斯世界遗产的候选名单。另一座著名的教堂是圣方济·沙勿略教堂。这是一座高大的巴洛克建筑，超过50米高。1678年开始建设，由于战火频仍，直到1705年才建成。其墙上的彩绘于1752年完成，带有典型的晚期巴洛克风格。
旧格罗德诺城堡是格罗德诺城内最著名的建筑之一。11世纪起黑俄罗斯的王公们就已在此处建设城堡。13世纪起这座城堡成为抵抗外敌的要塞。1391-1398年维陶塔斯大公增修了五座哥特式钟楼，自己常居住如此，并以城堡为中心修建其他建筑，扩大了格罗德诺城市的规模。卡齐米日四世也很喜欢这一城堡，宁可居住于此而不居住在首都，并于1492年在城堡中去世。在斯特凡·巴托里统治立陶宛大公国时，又计划按照文藝復興建築風格完全重建这座城堡。但1586年他的突然离世使这一计划中断。1655年在俄波战争 (1654年－1667年)中，俄军摧毁了这座城堡。
十几年后在立陶宛大公国大臣Krzysztof Zygmunt Pac的筹款和组织下，格罗德诺城堡得以重建。米哈乌·克雷布特·维希尼奥维茨基将这里定为议会召开地。在大北方戰爭中，这座城堡又被破坏，王室不得不请建筑师于1734-1751年新建新格罗德诺城堡，内部设计使用洛可可风格，两座城堡之间用一座拱桥链接。1793年波兰-立陶宛联邦的最后一届议会，格罗德诺议会，就在新格罗德诺城堡召开。现在旧格罗德诺城堡已成为国家历史与考古博物馆。

### 文化教育
在教育方面，格罗德诺有三座公立大学：格罗德诺州立医科大学，格罗德诺州立农业大学和格罗德诺州州立大学；和五座私立高等院校。格罗德诺州立医科大学是白俄罗斯最好的医学大学之一，格罗德诺州州立大学是一座成立于1940年的师范学校，以科学技术研究为主，1978年10月18日成立大学，现在已经发展为白俄罗斯最大的地方大学之一，学生与教职工总数已超过两万人。
格罗德诺有两座剧院：格罗德诺州剧院与格罗德诺木偶剧院。有8座博物馆。

### 城徽
格罗德诺城的盾形纹章是一只鹿正跳过银色的栅栏，两只鹿角之间有一个金色的十字架。这源于圣胡伯特斯的传说，胡伯特斯本是一位喜好打猎的贵族。有一次猎鹿时，见到一只带有十字架的鹿，有个声音指引他去笃信上帝，从此胡伯特斯幡然醒悟，放弃打猎，后来成为猎人的主保圣人。格罗德诺城一直以胡伯特斯的鹿为非正式的标志，1994年成为正式的城徽，也被嵌入城旗之中。

### 友好城市
- 塞爾維亞 克拉列沃
- 法國 利摩日

## 著名格罗德诺人
- 艾丽查·奥若什科娃，波兰小说家。代表作《涅曼河畔》被认为是19世纪晚期波兰社会的全景画卷。
- 大卫·鲁宾诺夫，1930-1940年代很受欢迎的提琴演奏家。
- 莫伊赛·奥斯特罗戈尔斯基，政治学家，历史学家，专于政党制度的理论研究，和马克斯·韦伯、罗伯特·米契尔斯一起被认为是政治社会学的创始人。
- 奥莉加·科尔布特，前苏联体操运动员，1972年和1976年奥运会上共获得四枚金牌两枚银牌。
- 瓦列里·斯塔尼斯拉沃维奇·列沃涅夫斯基，是白俄罗斯社会活动家和政治家，企业家，以前是政治犯。
- 艾伊坦·利夫尼，以色列政治家，以色列反对党现领袖齐皮·利夫尼之父。
- 亚历山大·米林克维奇（英语：Alaksandar Milinkievič），政治家，2006年白俄罗斯总统选举候选人。
- 保罗·巴兰，电脑工程师，互联网先驱之一。
- 泽林克·爱普斯坦，著名犹太教正统派拉比。
- 里昂·乔戈什，无政府主义者，1901年刺杀美国总统威廉·麦金莱。